# Cayetano Cornet y Mas
Cayetano Cornet y Mas (Barcelona, 1825-Barcelona, 1897) fue un ingeniero industrial, taquígrafo, escritor y periodista español.

## Biografía
Nació en 1825 en Barcelona. Ingeniero industrial, fue catedrático de Taquigrafía y periodista, además de fundador de los periódicos Revista Taquigráfica y Revista Industrial y desde 1853 hasta su deceso redactor del Diario de Barcelona. Padre del también ingeniero, y dibujante, Cayetano Cornet y Palau, falleció el 22 de junio de 1897 en su ciudad natal. Entre sus obras se encontraron títulos como Compendio de la taquigrafía española, Tres días en Montserrat, Guía del viajero en Manresa y Cardona, Guía del viajero en Caldas de Montbuy y en San Miguel del Fay y Barcelona Vella.